# Edmund Krokrygg
Edmund Krokrygg (engelska Edmund Crouchback), född 16 januari 1245 i London, död 5 juni 1296, var en engelsk prins, son till Eleanora av Provence och kung Henrik III av England.
Edmund bar titeln earl av Lancaster. Han var farfars far till Blanche av Lancaster, som var Johans av Gent första hustru och kung Henrik IV:s mor.
Han är begraven i Westminster Abbey.